# 薩倫山
72°5′S 25°27′E / 72.083°S 25.450°E
薩倫山是南極洲的山峰，位於東部南極洲的毛德皇后地，是菲爾希納山脈的西北端，屬於南龍達訥山脈的一部分，海拔高度2,950米。